# Митрополит крутицки и коломенски
Митрополит крутицки и коломенски (рус. митрополит Крутицкий и Коломенский) титула је коју носи патријарашки намјесник Московске митрополије и епархијски архијереј Коломенске епархије. Стални је члан Светог синода Руске православне цркве.

## Историја
Претходница Крутицке митрополије била је Сарска и подонска епархија, насљедница Сарајске епархије. Сарајска епархија основана је 1261. године у граду Старом Сарају, престоници Златне хорде, за вријеме митрополита кијевског и све Русије Кирила Трећег. Први сарајски епископ је био Митрофан.
Године 1454. епископска катедра је пренесена у Москву на Крутице, близу Новоспаског манастира. Сматра се да је у периоду 1459—1461. епархија била преименована у Сарску и подонску. Њени епископи постали су најближи помоћници митрополита сверуских. Када је установљена патријаршија (1589) тадашњи епископ сарски и подонски Геласије био је уведен у достојанство митрополита и основана је Крутицка митрополија (али је задржан и назив Сарска и подонска). Посљедњи архијереј са титулом сарски и подонски био је архиепископ Леонид Петровски (до 1742). Његов насљедник Платон Малиновски постављен је 1742. за епископа крутицког. Године 1764. основана је Крутицка и можајска епархија која је постојала до 1788. када је присаједињена Московској епархији. Међутим, све до патријарха Тихона наставило је постојати Крутицко архијерејско подворје.
Патријарх московски Тихон обновио је 1918. године архијерејску катедру митрополита крутицких. Он је постао патријарашки намјесник и стални члан Светог синода, био је викар патријарха московског и све Русије у Московској епархији. Године 1947. титули митрополита крутицког додата је и титула коломенски.
Одлуком Светог синода Руске православне цркве од 13. априла 2021. године на територији Московске области образована је Московска митрополија која обједињује пет епархија (Коломенску, Балашихинску, Одинцовску, Подољску и Сергијевопосадску). Сходно томе, митрополит крутицки и коломенски је постао патријарашки намјесник Московске митрополије и епархијски архијереј Коломенске епархије.

## Митрополити
Патријарашки намјесници:
- 1919—1920 — архиепископ Јоасаф (Калистов);
- 1920—1922 — Јевсевије (Никољски);
- 1922—1923 — архиепископ Никандр (Феноменов);
- 1924—1937 — Петар (Пољански);
- 1944—1960 — Николај (Јарушевич);
- 1960—1963 — Питирим (Свиридов);
- 1963—1971 — Пимен (Извеков);
- 1971—1977 — Серафим (Никитин);
- 1977—2021 — Јувеналије (Појарков);
- од 2021 — Павле (Пономарјов).